# Encyclia guadalupeae
Encyclia guadalupeae är en orkidéart som beskrevs av Roberto González Tamayo och Alvarado. Encyclia guadalupeae ingår i släktet Encyclia och familjen orkidéer. Inga underarter finns listade i Catalogue of Life.